# Ataque en la escuela de Örebro de 2025
El 4 de febrero de 2025, se produjo un tiroteo en el campus Risbergska, un centro de educación para adultos en Örebro, Suecia. Fallecieron 11 personas y 6 resultaron heridas, resultando entre los muertos el atacante tras suicidarse; la policía sueca está investigando el motivo del ataque, el sospechoso se trataría del sujeto Rickard Andersson. Seis personas fueron hospitalizadas y las autoridades advirtieron que podría haber más víctimas.

## Antecedentes
Campus Risbergska es un centro de educación para adultos al que acuden principalmente personas que no han terminado la escuela primaria o secundaria. Ubicado en Örebro, en el centro de Suecia, el colegio comparte campus con otras instituciones educativas.
En aquel momento, alrededor de 2.000 estudiantes adultos estaban matriculados en el colegio, que ofrece cursos de nivel secundario, así como de sueco para inmigrantes.

## Tiroteo
Los agentes fueron llamados alrededor de las 12:33 hora local (11:33 UTC). Dos profesores de la escuela dijeron a Dagens Nyheter que oyeron disparos en un pasillo, seguidos de silencio durante media hora y luego más disparos. El autor y la policía intercambiaron disparos, pero ningún agente resultó herido.
Maria Pegado, una profesora de la escuela, contó que oyó los disparos y escapó con sus 15 estudiantes por el pasillo. Ingela Bäck Gustafsson, la directora de la escuela, estaba comiendo cuando los estudiantes entraron corriendo y les dijeron a todos que evacuaran; ella y otros se refugiaron en la sala de profesores de Myrorna, una tienda de segunda mano cercana. Lena Warenmark, otra profesora de la escuela, dijo que había menos estudiantes de lo habitual en el edificio en el momento del tiroteo, ya que muchos se habían ido a casa después de un examen nacional.
La Autoridad de Policía Sueca declaró que se cree que el sospechoso actuó solo y se ha confirmado que murió en el tiroteo. El jefe de la policía local, Roberto Eid Forest, dijo que el tirador parecía haberse suicidado. La Radio Sueca, citando investigaciones policiales, dijo que en el tiroteo se había utilizado un arma de fuego automática.

### Sospechoso
Al día siguiente del tiroteo se identificó como sospechoso a Rickard Andersson, de 35 años. Andersson estaba matriculado en el Campus Risbergska y abandonó el último curso en 2021. La policía atrincheró y registró la residencia del sospechoso en Örebro. TV4 informó que el hombre tenía licencia de armas de fuego y no tenía antecedentes penales. También se informó que vivía en soledad y estaba desempleado.
El tiroteo provocó inicialmente especulaciones en las redes sociales sobre la identidad del autor, lo que llevó a que algunas personas fueran acusadas injustamente. La policía ha instado al público a no difundir información no confirmada.

## Consecuencias
Se cerraron las escuelas cercanas y la policía ordenó a la población que se mantuviera alejada, y pronto acordonó la zona. Se enviaron ambulancias desde los condados vecinos de Södermanland y Västmanland para ayudar al personal médico en Örebro, mientras que Värmland envió sangre. Además, Värmland y Dalarna proporcionaron refuerzos policiales para el atentado terrorista.El gobierno municipal de Örebro brindó apoyo tras los tiroteos, estableciendo un centro de crisis en una iglesia.
Diez personas y el autor del tiroteo murieron. Seis personas fueron trasladadas al Hospital Universitario de Örebro, cinco de las cuales tenían heridas de bala y lesiones que ponían en peligro su vida. Seis agentes de policía fueron tratados por inhalación de humo.
El 5 de febrero, el rey Carlos XVI Gustavo de Suecia y su esposa, la reina Silvia visitaron Örebro y depositaron flores cerca del lugar del tiroteo.
La jefa de la policía nacional, Petra Lundh, declaró que «la policía tiene motivos para revisar los procedimientos y las directrices para la tramitación de las licencias de armas».